# Asmakaya, Solhan
Asmakaya là một xã thuộc huyện Solhan, tỉnh Bingöl, Thổ Nhĩ Kỳ. Dân số thời điểm năm 2010 là 657 người.